# روكوديناشي بلوز
روكوديناشي بلوز (باليابانية: ろくでなしBLUES، بالروماجي: Rokudenashi BLUES) (بالإنجليزية: Rokudenashi Blues)‏ هي سلسلة مانغا يابانية من تأليف ماسانوري موريتا، نشرت من قبل شوئيشا في مجلة شونن جمب الأسبوعية في 1988 حتى 1997. اقتبست المانغا إلى فلمين أنمي من قبل استوديو توي أنيميشن.

## القصة
تدور أحداث القصة عن تايسو مايدا، وهو طالب من مدرسة تيكين الثانوية، الذي يرغب في أن تصبح بطل العالم في الملاكمة. تتابع المانغا حياة مايدا وأصدقائه وخصومه وهو يكافح من خلال ثلاث سنوات من المدرسة الثانوية بينما يصبح واحدًا من أقوى وأشهر مقاتلي المدارس الثانوية في جميع أنحاء طوكيو.

## الشخصيات
تايسون مايدا (باليابانية: 前田太尊، بالروماجي: Maeda Taison)
مؤدي الصوت: هيديوكي هوري (فيلم الأنمي1)
هيرواكي هيراتا (فيلم الأنمي2)
تشياكي ناناسي (باليابانية: 七瀬千秋، بالروماجي: Nanase Chiaki)
مؤدية الصوت: يوشينو تاكاموري (فيلم الأنمي1)
ساناي هوريكاوا (فيلم الأنمي2)
كاتوجي ياماشيتا (باليابانية: 山下勝嗣، بالروماجي: Yamashita Katsuji)
مؤدي الصوت: ماسايا أونوساكا (فيلم الأنمي1)
يونيجي ساوامورا (باليابانية: 沢村米示، بالروماجي: Sawamura Yoneji)
مؤدي الصوت: ريو هوريكاوا (فيلم الأنمي1)
كازومي إيماي (باليابانية: 今井和美، بالروماجي: Imai Kazumi)
مؤدية الصوت: ميكي إيتو
(فيلم الأنمي1)
كويجي ناكاتا
مؤدي الصوت: يوساكو يارا (فيلم الأنمي1)
كازوكي ياو (فيلم الأنمي2)
سوريماتشي
مؤدي الصوت: شيغيرو تشيبا (فيلم الأنمي1)
مونسون مايدا
مؤدي الصوت: شوزو إيزوكا (فيلم الأنمي2)
فوجيو مايدا
مؤدي الصوت: يوساكو يارا (فيلم الأنمي2)
يوكو مايدا
مؤدية الصوت: ريو هوريكاوا (فيلم الأنمي2)
هاروكا
مؤدية الصوت: جونكو هاغاموري (فيلم الأنمي2)
ناوتو واتانابي
مؤدي الصوت: ريوسي ناكاو (فيلم الأنمي2)
هيروناري كومياما
مؤدي الصوت: يوكي ساتو (فيلم الأنمي2)
جونيتشي ناكاجيما
مؤدي الصوت: ياسوهيرو تاكاتو (فيلم الأنمي2)
إيوكا
مؤدي الصوت: تيشو غيندا (فيلم الأنمي2)

## وصلات خارجية
- روكوديناشي بلوز على موقع IMDb (الإنجليزية)
- روكوديناشي بلوز على موقع قاعدة بيانات الفيلم (الإنجليزية)
- روكوديناشي بلوز على موقع ليتربوكسد (الإنجليزية)
- روكوديناشي بلوز على موقع ANN manga (الإنجليزية)